# قصر عمرة

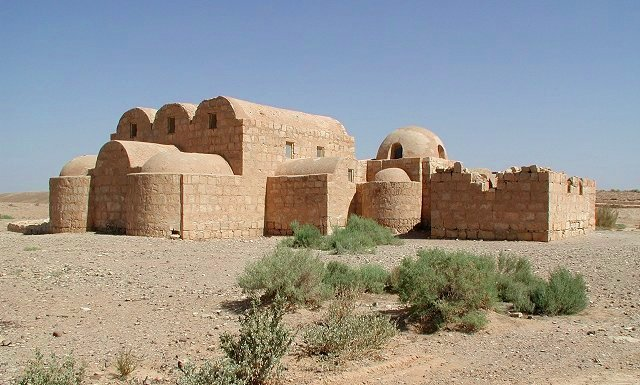
صورة خلفية للقصر وتتضح الأقواس الثلاثة.

قصر عمرة أو قصير عمرة هو قصر صحراوي أموي يقع في شمال الصحراء الأردنية في منطقة الأزرق في محافظة الزرقاء حوالي 85 كم شرقي عمان. بناؤه صغير نسبياً لذلك يُسمّيه البعض بالقصير، وهو مدرج على لائحة مواقع التراث العالمي لمنظمة اليونسكو منذ عام 1985م.

## تاريخه

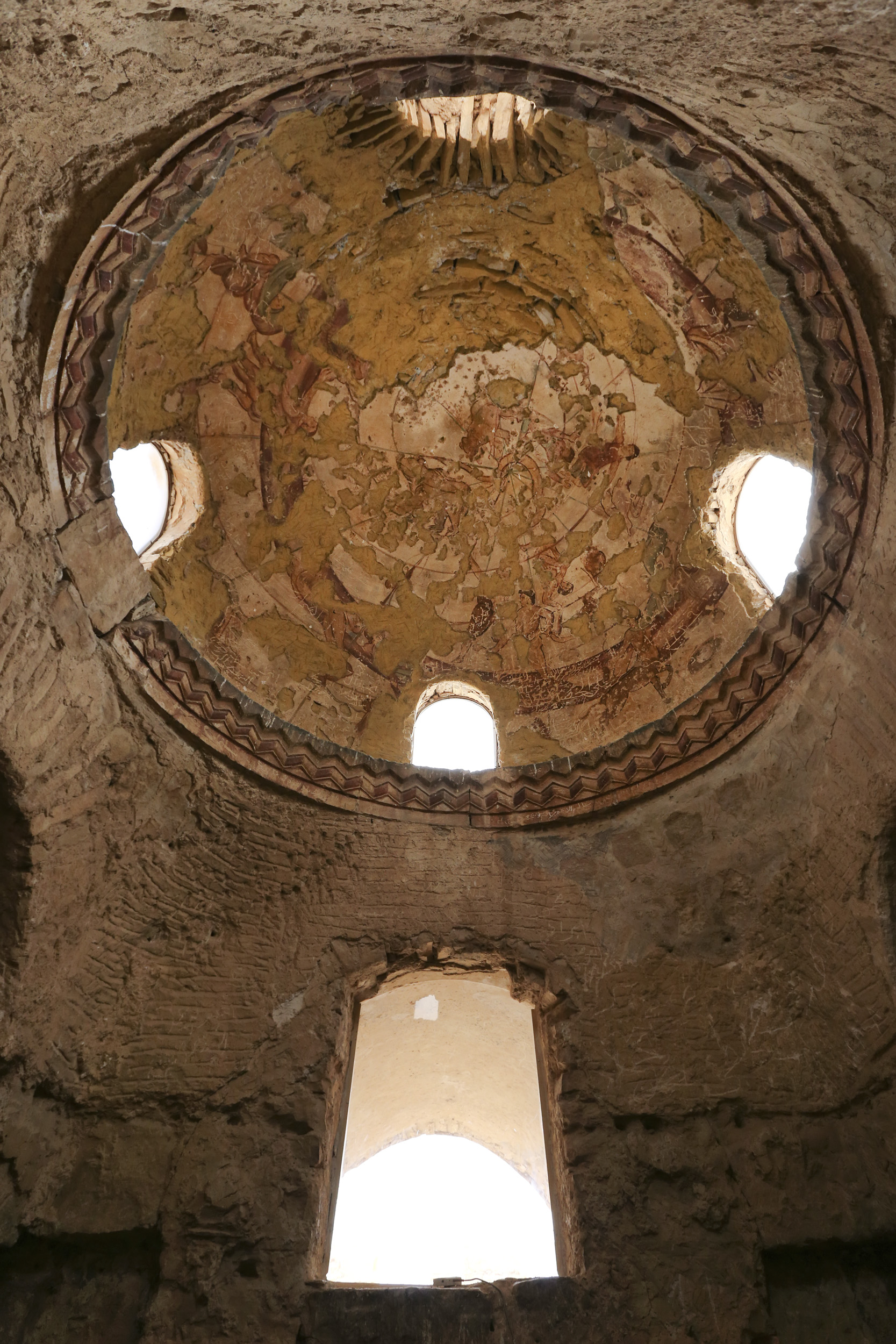
قصر عمرة (قبة كالداريوم).

شيد القصر في حياة الخليفة الوليد بن يزيد الحاكم الحادي عشر من الخلفاء الأمويين 707 – 744 م في القرن الثامن الميلادي، ويعتقد أن القصر كان يستخدم لرحلات الصيد التي يقوم بها الخلفاء وأمراء بني أمية.

## عمارته

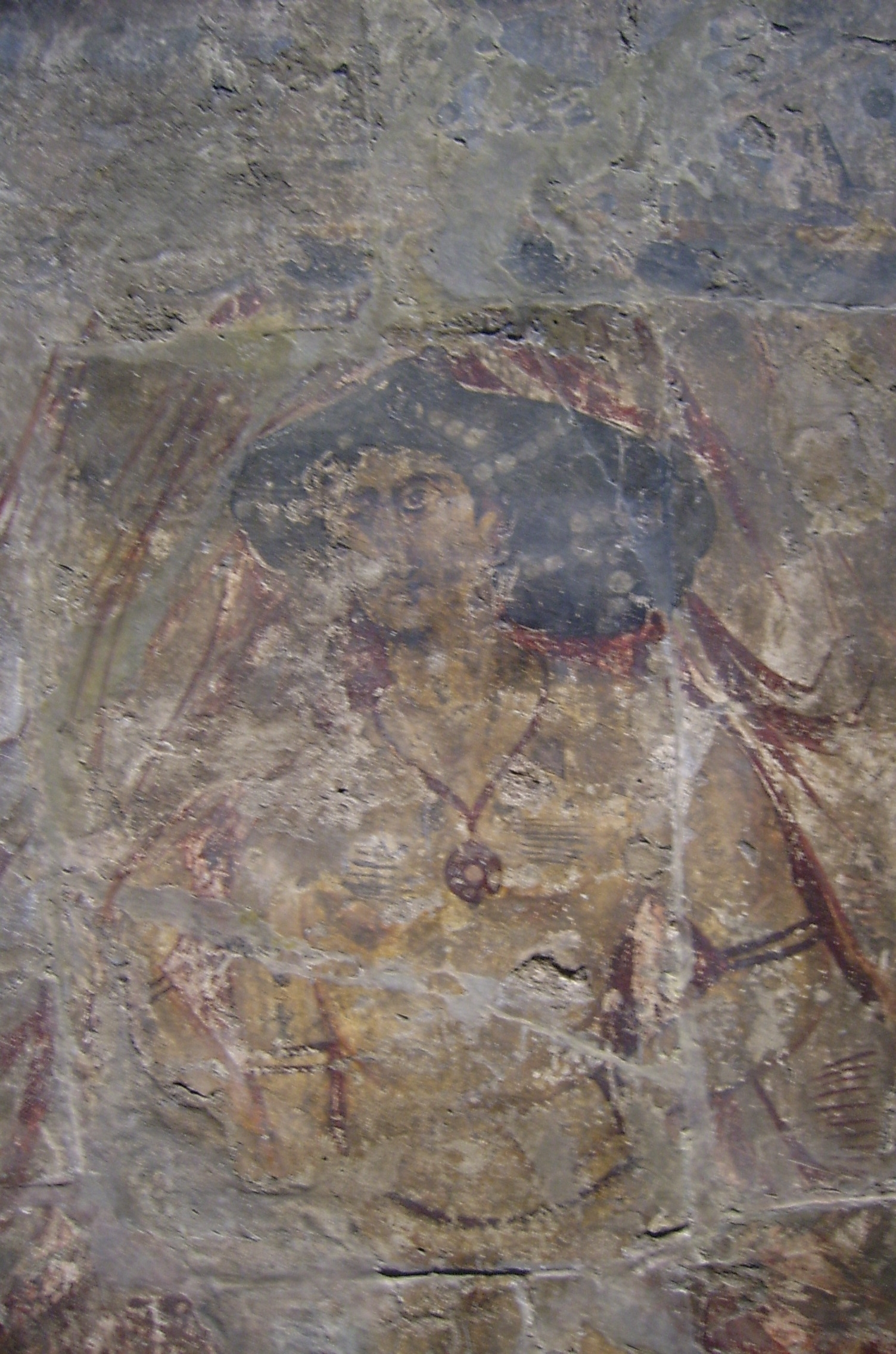
تصوير جداري من قصر عمرة، معروض في متحف بيرجامون ببرلين.

يتكون القصر من قاعة استقبال مستطيلة الشكل ذات عقدين يقسمانها إلى ثلاثة أروقة لكل رواق قبو نصف دائري ويتصل الرواق الأوسط في الجهة الجنوبية بحنية كبيرة على جانبيها غرفتان صغيرتان تطلاّن على حديقتين كانتا تستخدمان للقيلولة. تزدان أرضية الغرف والقاعة بالفسيفساء التي تمثّل زخارف نباتية. أما الغُرَف الأخرى فمكسوة بالرخام.
للقصر حمام مجاور لقاعة الاستقبال يتكون من ثلاث قاعات، اثنتان مسقوفتان بأقبية نصف دائرية والثالثة مسقوف بقبة صغيرة. يتكون الحمام، الذي لا زال بحالة جيدة، من ثلاث قاعات: باردة وفاترة وساخنة، الأخيرة مزودة بأنابيب للبخار. ملحق بالحمام غرفة كبيرة لخلع الملابس مزودة بمقصورتين.
زود القصر أيضا بشبكة مائية تمر من تحته، ففي ساحة القصر هناك بئر ماءعمقها 40 متراً وبقطر 1.8 متر تتسع البئر ل 100 متر مكعب من الماء الذي كان يملأ من وادي البطم عندما يهطل المطر وتنساب المياة في ذلك الوادي كان يتم رفع الماء منها بواسطة ساقية قديمة يوضع في خزان ماءبجانب البئر وكان الماء ينساب في خطان أحدهما يتجة إلى الساحة الداخلية ليغذي النافورة الموجودة على يسار المدخل وخط ليزود الحمام وغرفة الحمام في انابيب فخارية.
يورد كتاب «تاريخ الفن عند العرب والمسلمين» لأنور رفاعي مواضيع اللوحات والخطوط المنقوشة، ومنها صور أعداء الإسلام، ثلاثة في الصف الأول وثلاثة في الصف الثاني، وفوق أربعة منهم كتابة بالعربية والإغريقية. الأول من اليسار في الصف الأمامي فوقه كلمة قيصر بالعربية والإغريقية هو إمبراطور بيزنطة، والثاني في الصف الخلفي فوقه كلمة يظن أنها لوذريق آخر ملوك القوط في إسبانيا، والثالث في الصف الأمامي فوقه كلمة كسرى ملك فارس، والرابع فوقه كلمة النجاشي ملك الحبشة.

## قائمة التراث العالمي
تم تسجيل قصر عمره على قائمة التراث العالمي  كموقع ثقافي في عام 1985 حسب ثلاثة معايير هي (i)(iii)(iv):
- المعيار الأول (i): أن يمثل الممتلك التراثي جزءاً من عبقرية الإنسان الخلاقة. وقد تمثل ذلك في بناء هذا المعلم المميز والفريد من العصر الاموي واللوحات الجدارية المميزة في قاعة الاستقبال والحمام الذي يقدم رؤية جديده للعصر الإسلامي المبكر، وايضاً القبة السماوية وصور للانسان البشري وتصوير الحيوانات والطيور ومشاهد الصيد.
- المعيار الثالث (iii): أن يبرز الممتلك التراثي شاهداً فريدا أو استثنائياً لتاريخ تراثي معين أو لحضارة معينة سواء كانت هذه الحضارة لا زالت مستمرة في الوقت الحاضر أو اختفت. حيث يحمل شهادة استثنائية على الحضارة الأموية؛ إذ إنه مشبع بالثقافة العلمانية ما قبل الإسلام.
- المعيار الرابع (iv): أن يكون الممتلك عبارة عن مثال مميز لمبنى مميز أو ساحة ذات صفات مميزة يعبر أي منها عن مرحلة معينة أو عدد من مراحل حياة الإنسان.

### إعادة اكتشاف في عام 1898
أعاد الويس موسيل اكتشاف الهيكل المهجور في عام 1898، مع اللوحات الجدارية التي اشتهرت في الرسومات التي رسمها الفنان النمساوي الفونس ليو بولد Alphons Leopold Mielich لكتاب موسيل. في أواخر السبعينيات، قام فريق إسباني بترميم اللوحات الجدارية. تم جعل القلعة موقعاً للتراث العالمي لليونسكو في عام 1985 وفقًا للمعايير (i), iii), وiv) ("تحفة من العبقرية البشرية الإبداعية"، "شهادة فريدة أو على الأقل استثنائية لتقليد ثقافي" و "مثال بارز على نوع المبنى أو المجموعة المعمارية أو التكنولوجية أو المناظر الطبيعية التي توضح مرحلة مهمة في تاريخ البشرية.[بحاجة لمصدر]

## الزخرفة
على جدران القصر رسومٌ تجسيدية ونقوشات عديدة، مواضيعها تتعدد من مشاهد من رحلات الصيد والحيوانات التي وجدت في المنطقة في تلك الحقبة، ومنها الأسود والنمور والغزلان والنعام،
قبة الحمام تظهر فيها الأبراج السماوية المرسومة يتميز بهندسته ويشبه الحمامات الرومانية بشكلها ومكوناتها.
في نهاية الرواق الأوسط لقاعة الاستقبال عثر على صورة جدارية للخليفة جالس على العرش ومحاط بهالة ومعه مرافقوه، وكان هناك كتابة تشير لإسم الخليفة غير أنها تلفت دون أن يتمكن أحد من قراءتها.

### طريقة تنفيذ الرسوم
تم تنفيذ رسوم قصير عمره عن طريق اكساء الجدران بطبقة من الجص ومن ثم ترسم فوقها الرسوم المراد تنفيذها بالألوان المائية. وقد استخدم اللون الأزرق والبني الغامق والبني الفاتح والأصفر الداكن والأخضر اللازوردي.

## الجداريات

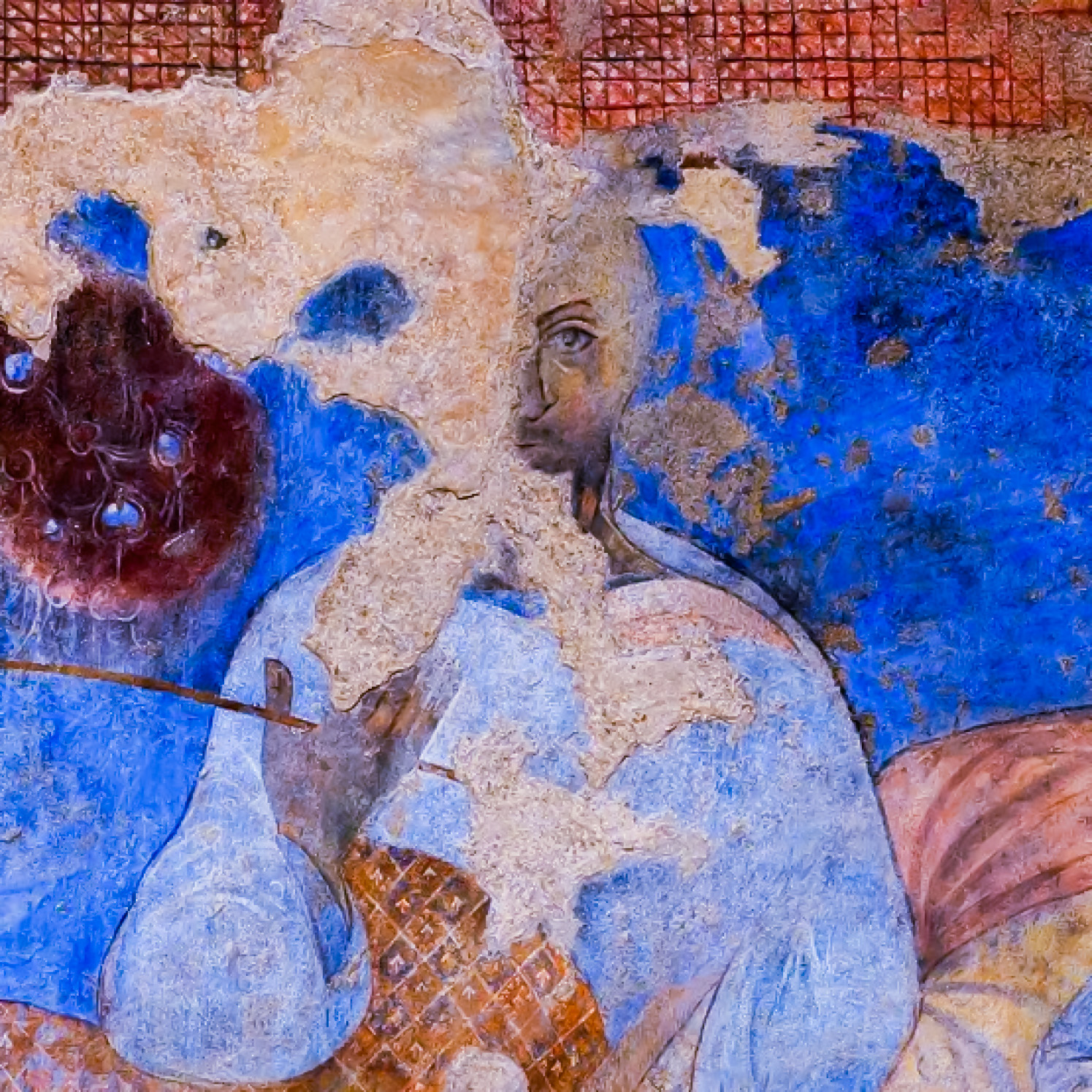
لوحة جدارية للخليفة الوليد الثاني.

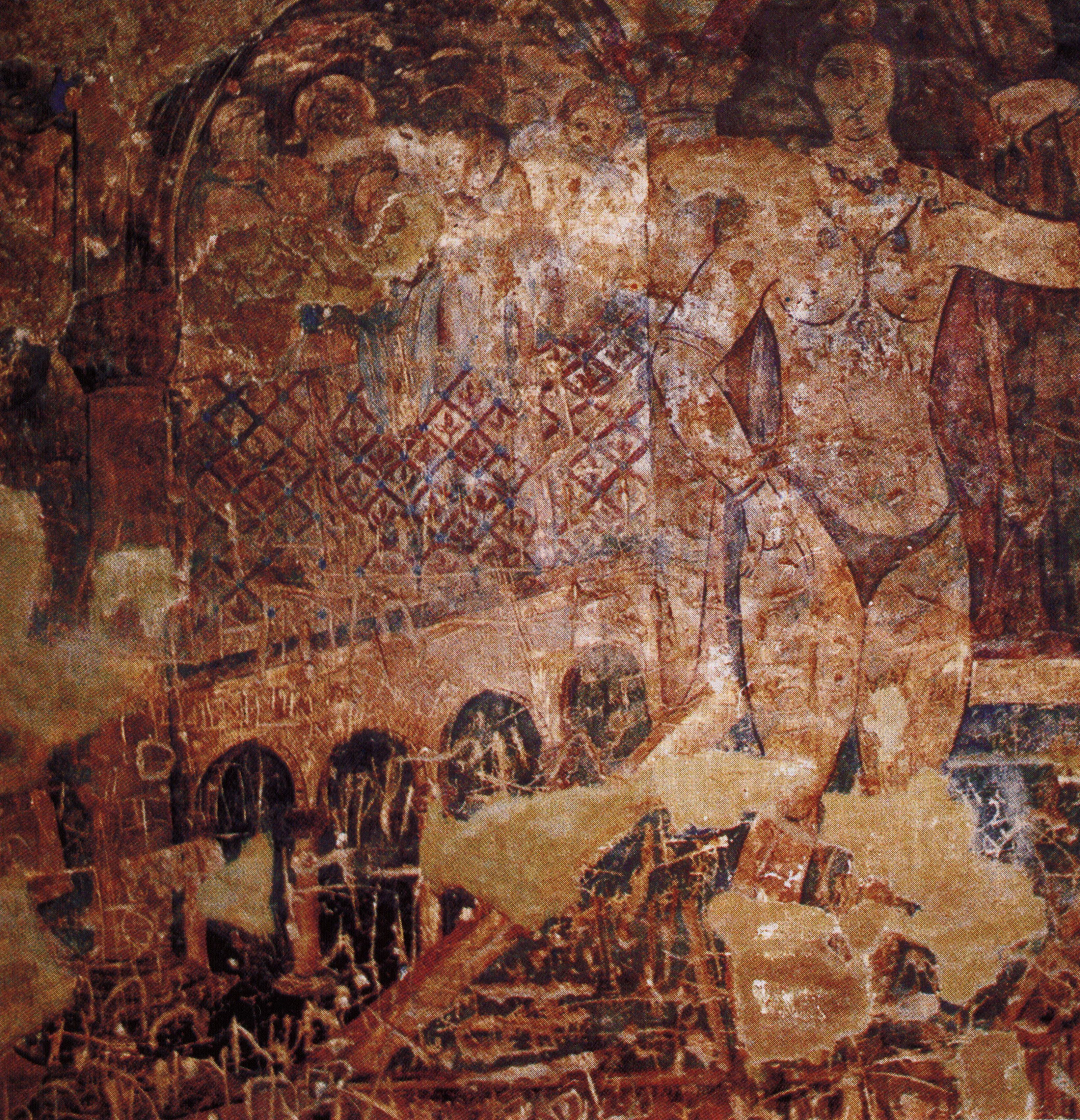
جدارية لامرأة تستحم

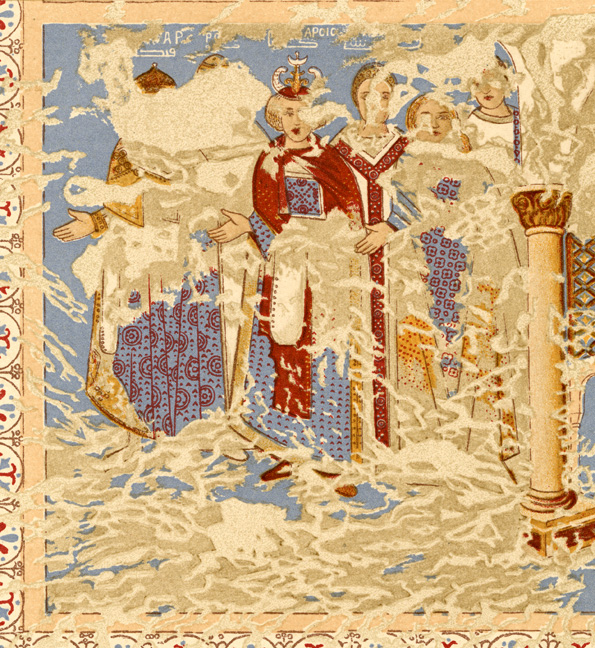
لوحة الملوك الستة من أشهر اللوحات الجدارية بقصر عمرة.

يعد قصر عمرة هو القصر الأكثر شهرة في اللوحات الجدارية على الجدران الداخلية.

### قاعة الاستقبال
يحتوي قبو المدخل الرئيسي على مشاهد للصيد واستهلاك الفاكهة والنبيذ والنساء بدون لباس. بعض الحيوانات الموضحة ليست وفيرة في المنطقة ولكنها وجدت بشكل أكثر شيوعًا في بلاد فارس، مما يشير إلى بعض التأثير من تلك المنطقة. سطح واحد يصور تشييد المبنى. بالقرب من قاعدة أحد الجدران، يظهر الملك على العرش. يعرض القسم المجاور، الموجود الآن في متحف الفن الإسلامي في برلين، الحاضرين بالإضافة إلى قارب في مياه وفيرة بالأسماك والطيور.[بحاجة لمصدر]

### حنية العرش
الحنية جدار على شكل قوس أو نصف دائرة يحيط بالعرش، وعنده لوحة تُعرف باسم "الملوك الستة" تصور الخليفة الأموي وحكام الممالك القريبة والبعيدة. بناءً على التفاصيل والنقوش الموجودة في الصورة، تم تحديد أربعة من الملوك المصورين وهم الإمبراطور البيزنطي، وملك القوط الغربيين رودريك، والشاه الفارسي الساساني، نجاشي إثيوبيا. كان الأخير غير معروف لفترة طويلة، ويُعتقد أنه الحاكم التركي أو الصيني أو الهندي،  والمعروف الآن أنه يمثل إمبراطور الصين. كانت نيتها غير واضحة. تم اكتشاف الكلمة اليونانية ΝΙΚΗ nike، والتي تعني النصر، في مكان قريب، مما يشير إلى أن صورة «الملوك الستة»  كان من المفترض أن تشير إلى سيادة الخليفة على أعدائه. تفسير آخر محتمل هو أن الشخصيات الست تم تصويرها في الدعاء، على الأرجح نحو الخليفة الذي سيجلس في القاعة.

### الحمام
تعكس اللوحات الجدارية في جميع الغرف ما عدا الكالداريوم نصيحة الأطباء العرب المعاصرين. لقد اعتقدوا أن الحمامات تستنزف أرواح السباحين، وأنه لإحياء «المبادئ الحيوية الثلاثة في الجسم، الحيوان، الروحاني والطبيعي»، يجب تغطية جدران الحمام بصور لأنشطة مثل الصيد، ومحبي، والبساتين والنخيل.

#### أبوديتيريوم
تم تزيين (أبوديتيريوم) أو غرفة تغيير الملابس، بمشاهد لحيوانات تشارك في الأنشطة البشرية، ولا سيما أداء الموسيقى. صورة واحدة غامضة لها ملاك يحدق في شكل بشري يكتنفه. غالبًا ما كان يُعتقد أنه مشهد موت، لكن بعض التفسيرات الأخرى أشارت إلى أن الكفن يغطي زوجًا من العشاق. يُعتقد أن ثلاثة وجوه سوداء على السقف تمثل مراحل الحياة. يعتقد المسيحيون في المنطقة أن الشكل الأوسط هو يسوع المسيح.

#### تيبيداريوم
على جدران وسقف الحمام الدافئ، مناظر لنباتات وأشجار شبيهة بتلك الموجودة في فسيفساء الجامع الأموي بدمشق. وتتخللها إناث عاريات في أوضاع مختلفة، وبعضها يستحم طفلاً.

#### كالداريوم

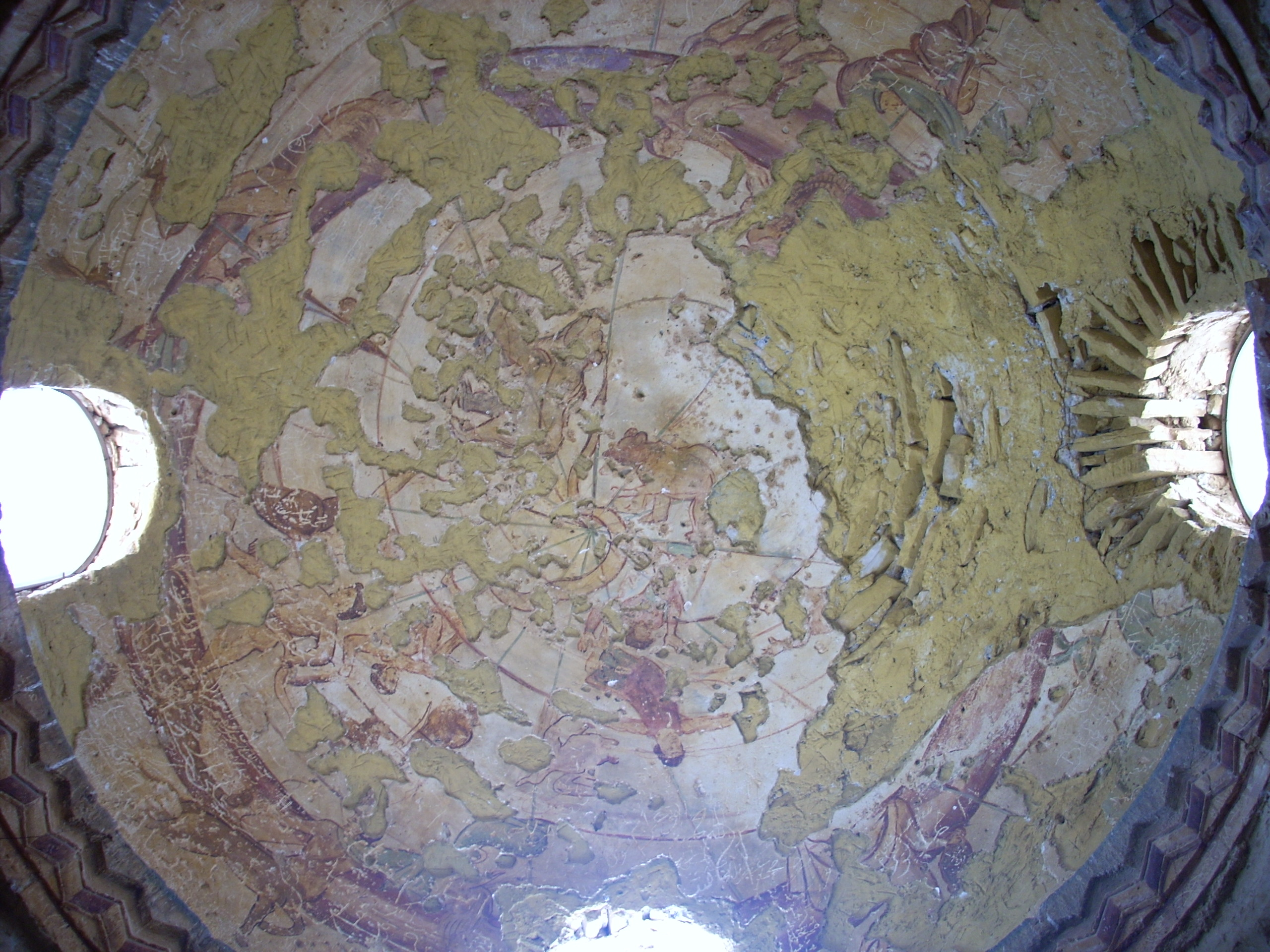
كوكبات ودائرة البروج مرسومة على قبة كالداريوم.

تحتوي القبة نصف الكروية في كالداريوم أو الحمام الساخن على تمثيل للسماء التي يصور فيها الأبراج، من بين 35 كوكبة منفصلة يمكن تحديدها. يُعتقد أنها أقدم صورة لسماء الليل مرسومة على أي شيء آخر غير سطح مستوي. لا ينبثق نصف القطر من مركز القبة ولكن بدقة من القطب السماوي الشمالي. تم تصوير زاوية البروج بدقة أيضًا. الخطأ الوحيد الذي يمكن تمييزه في العمل الفني الباقي هو ترتيب النجوم عكس اتجاه عقارب الساعة، مما يشير إلى أن الصورة تم نسخها من واحدة على سطح مستوي.

## معرض الصور

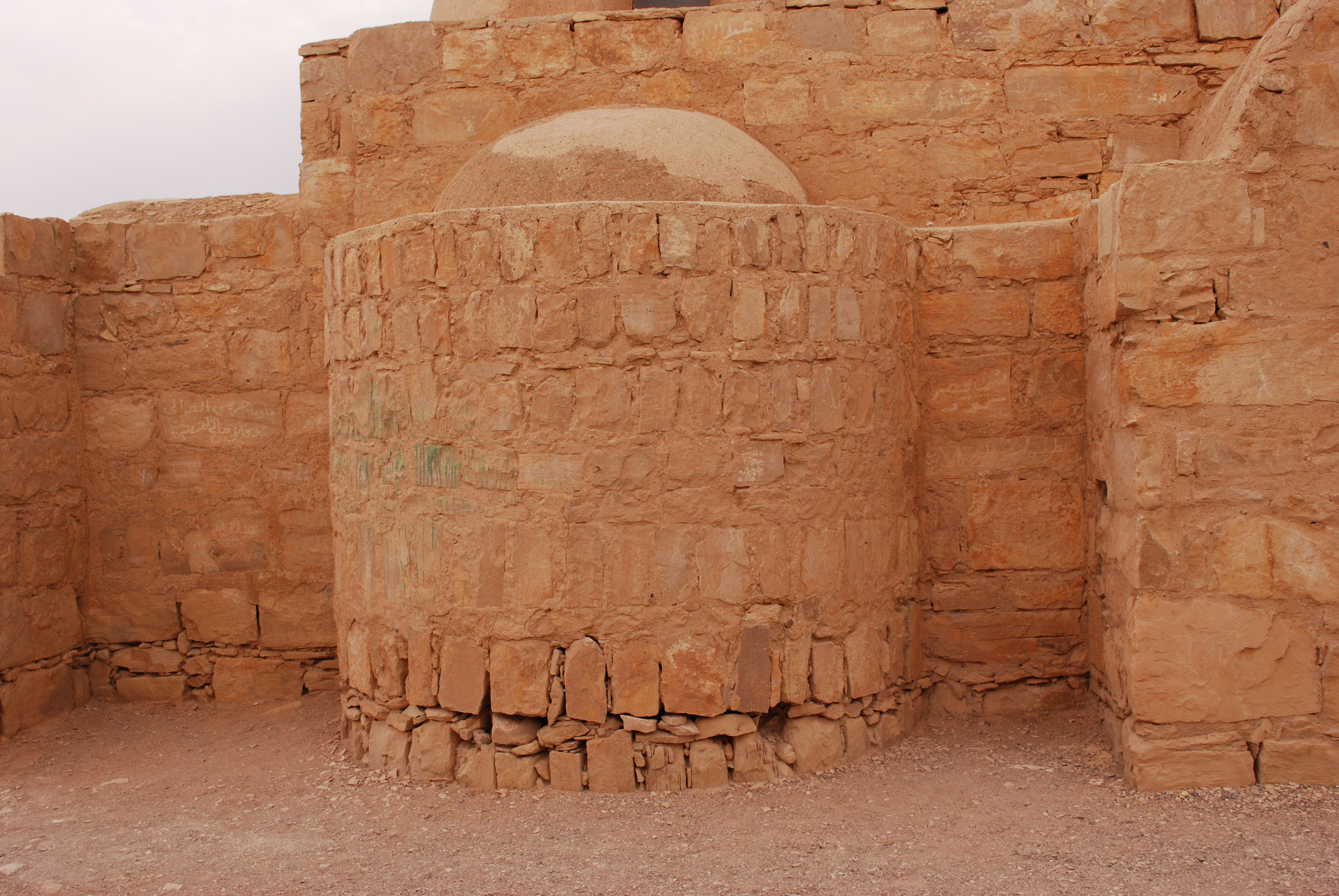
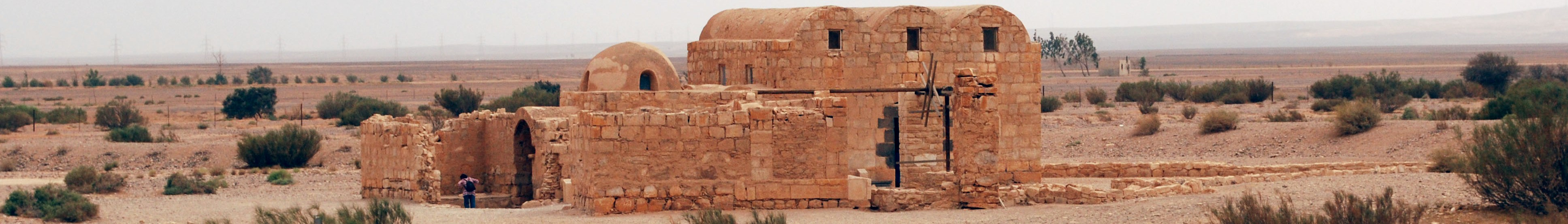
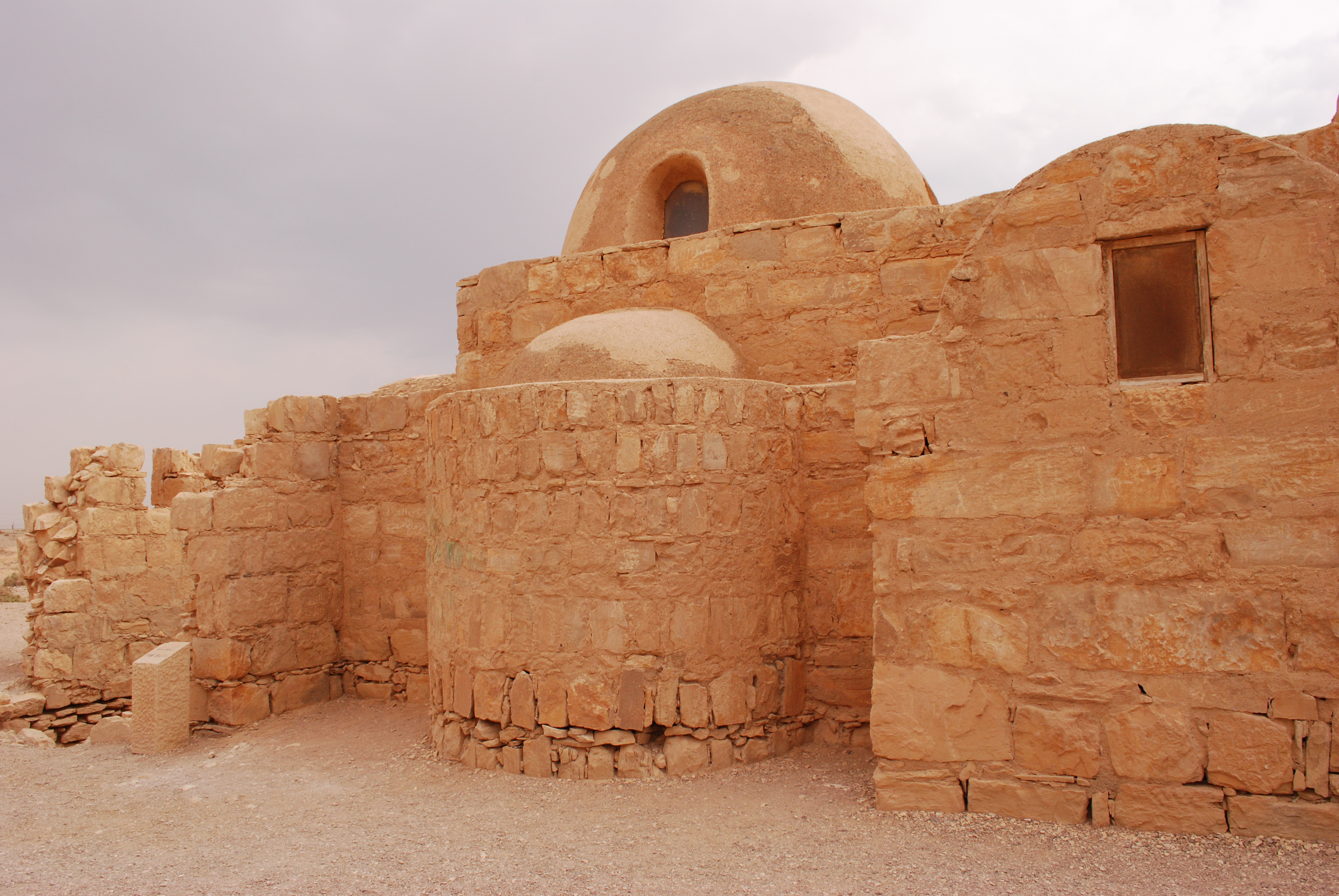
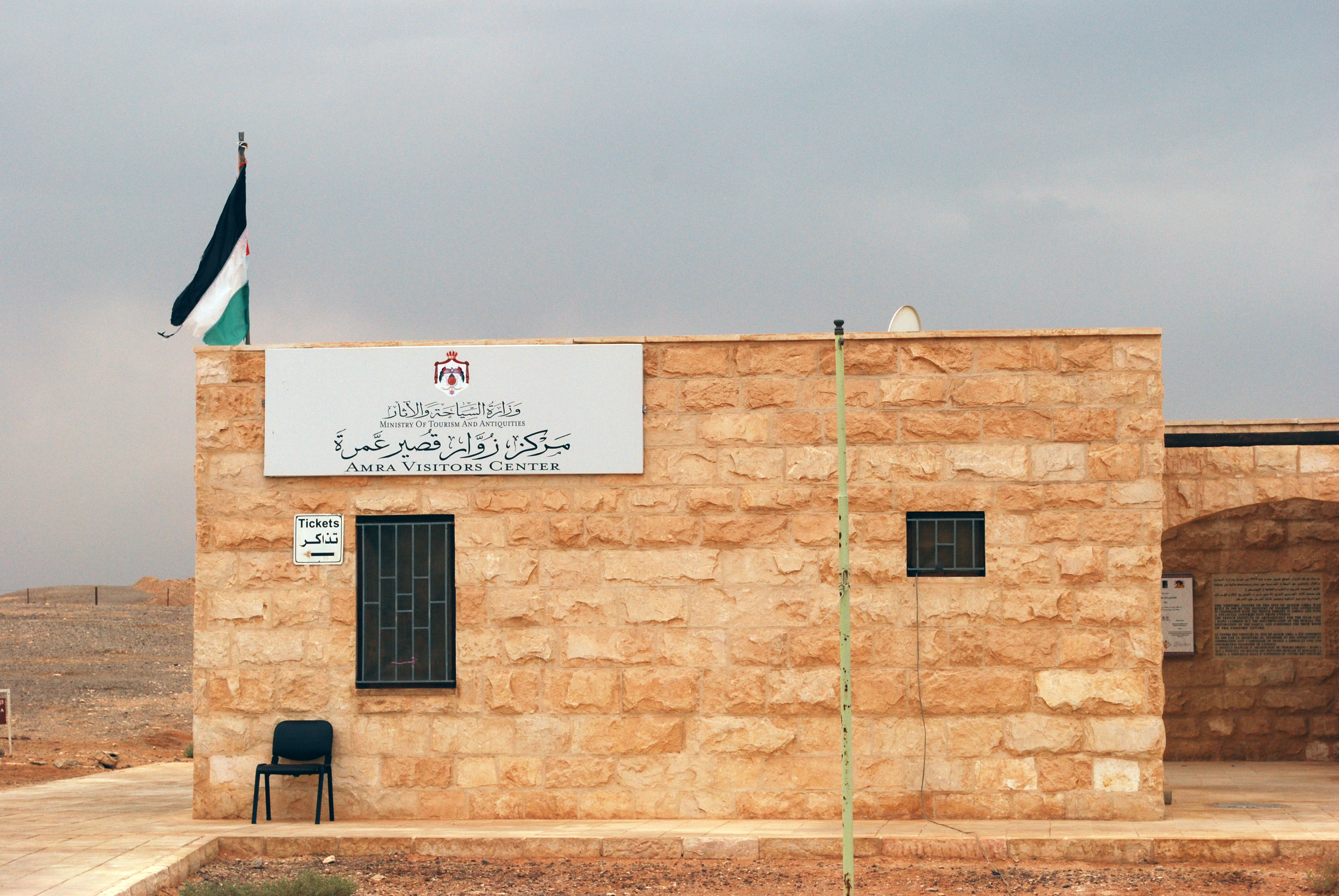
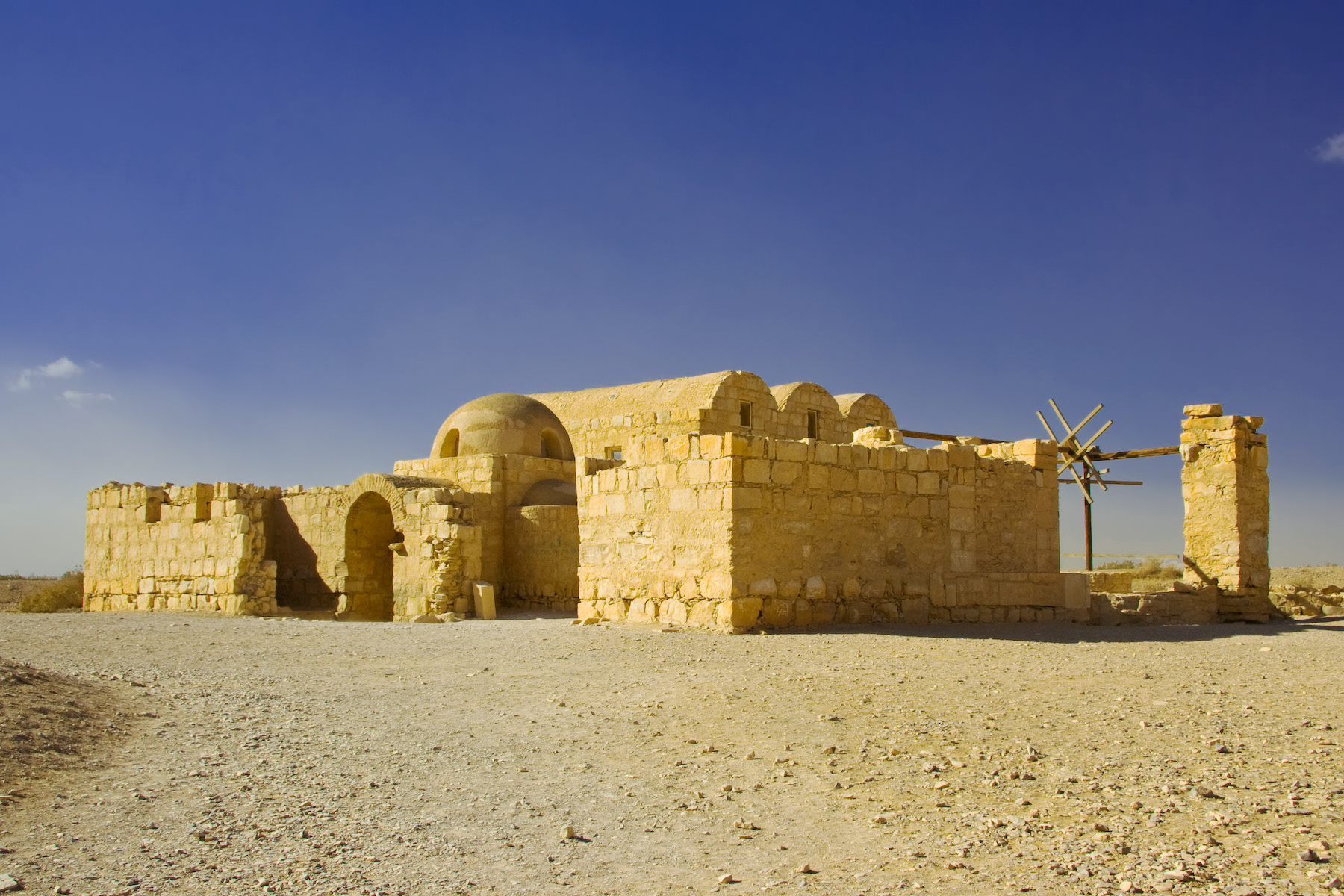
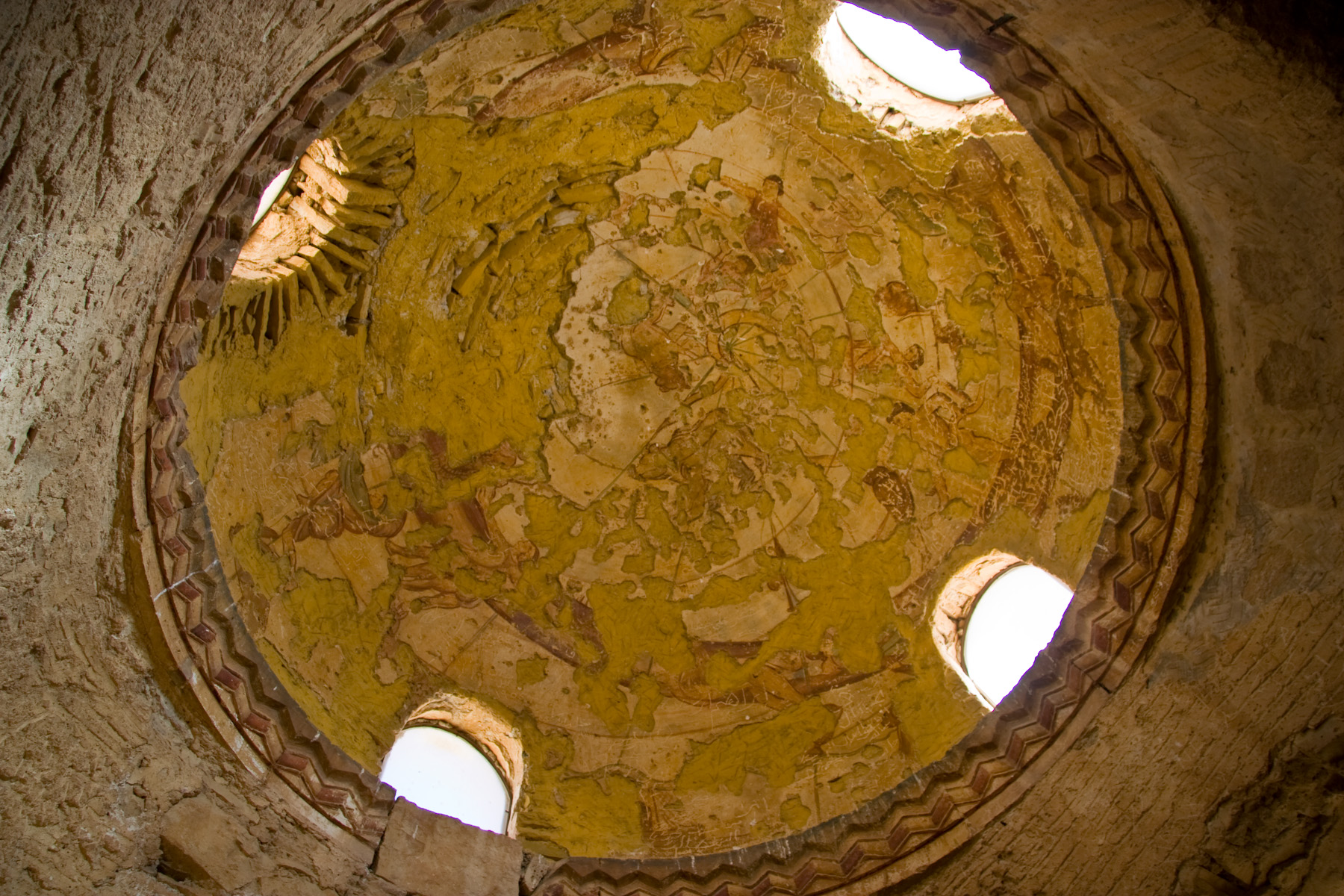
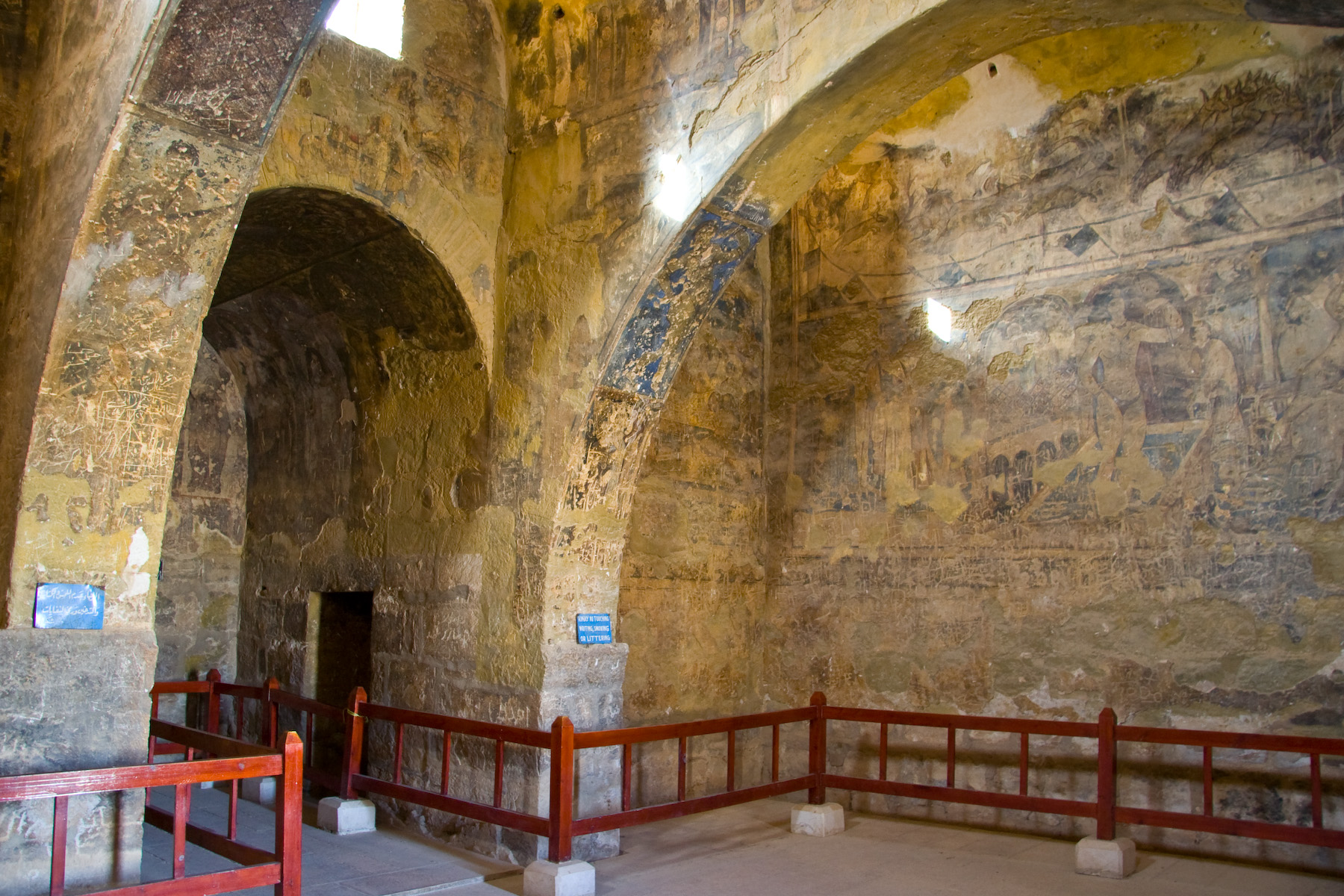
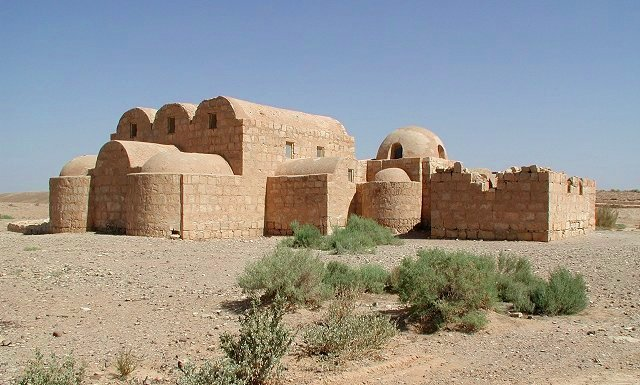
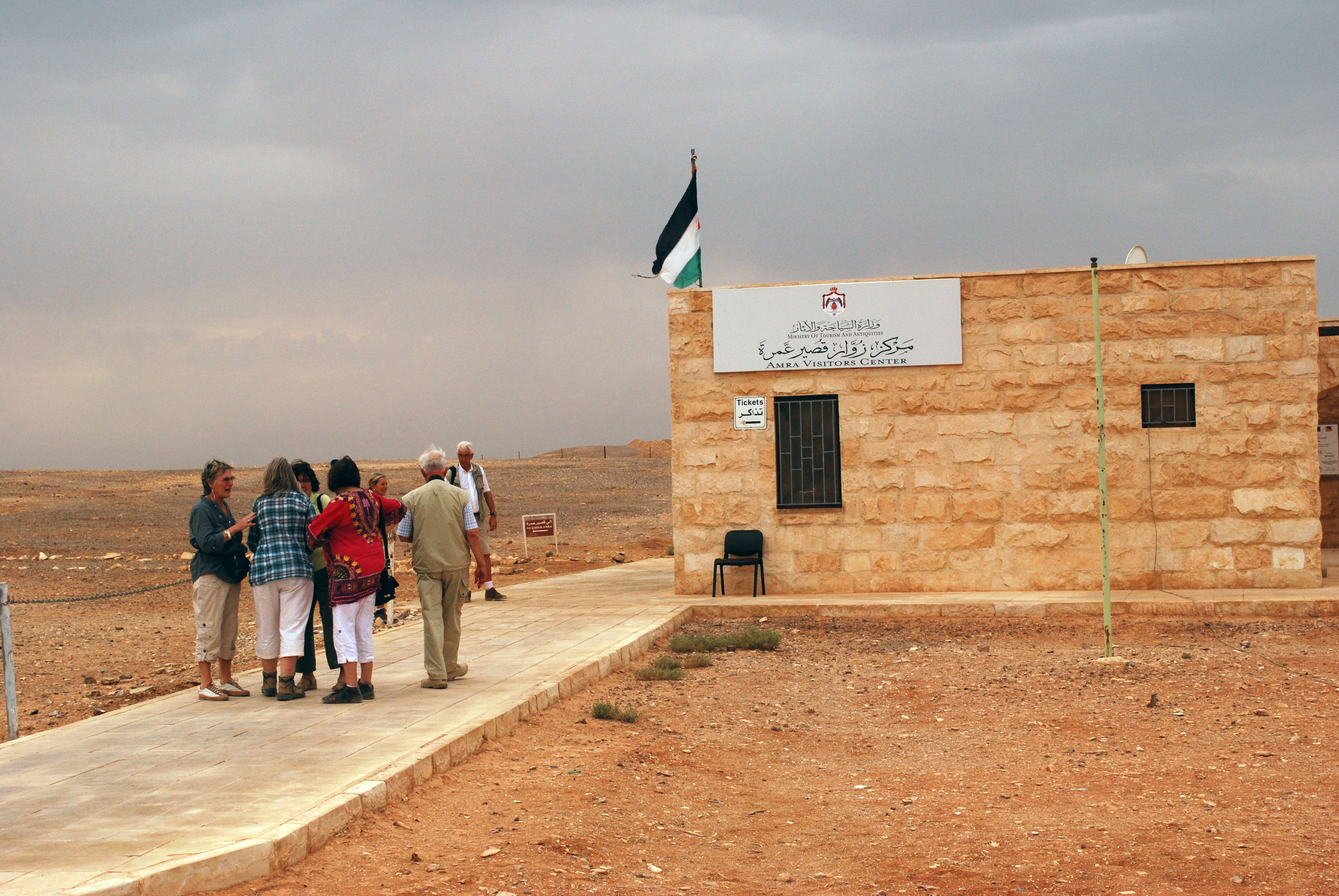
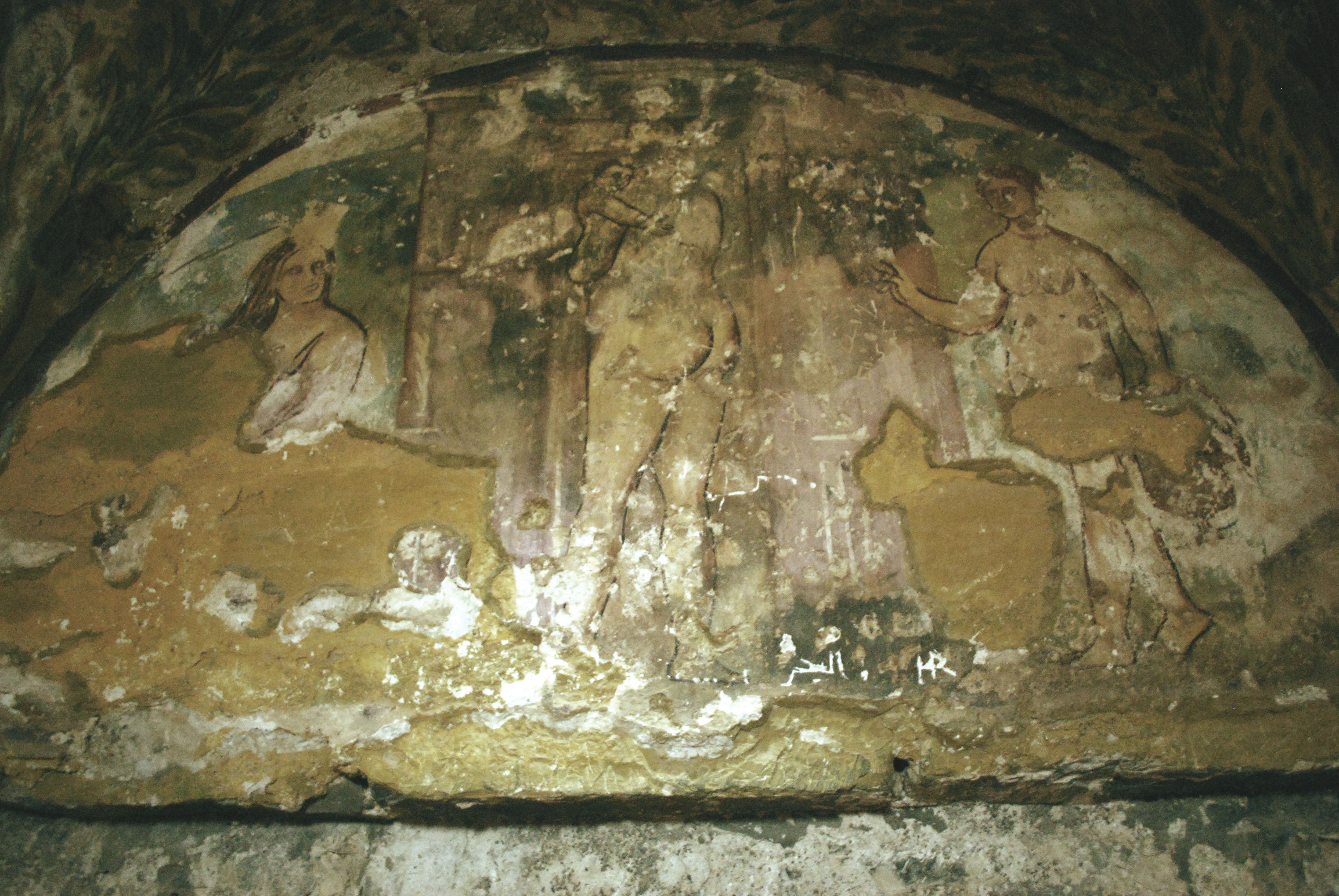
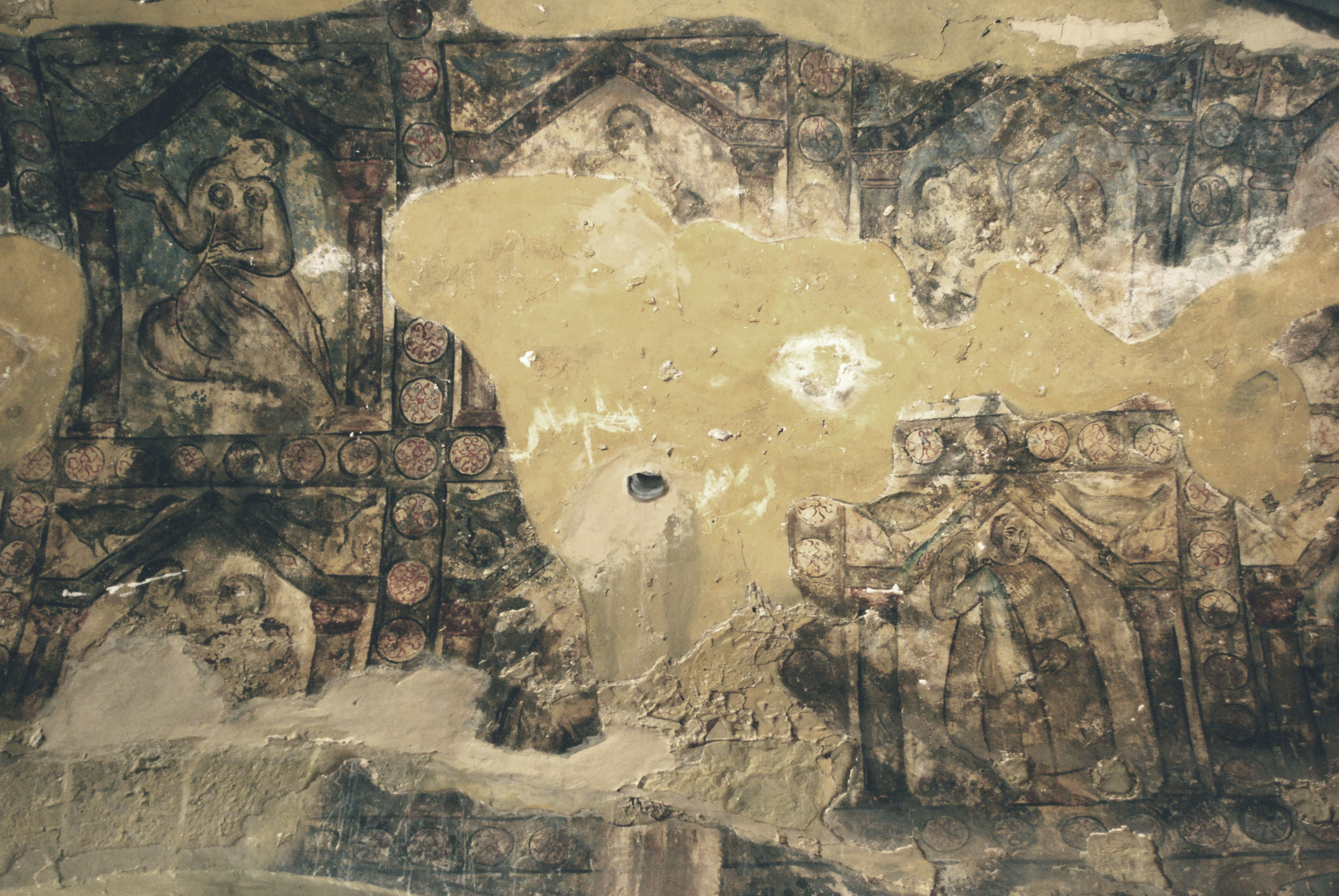
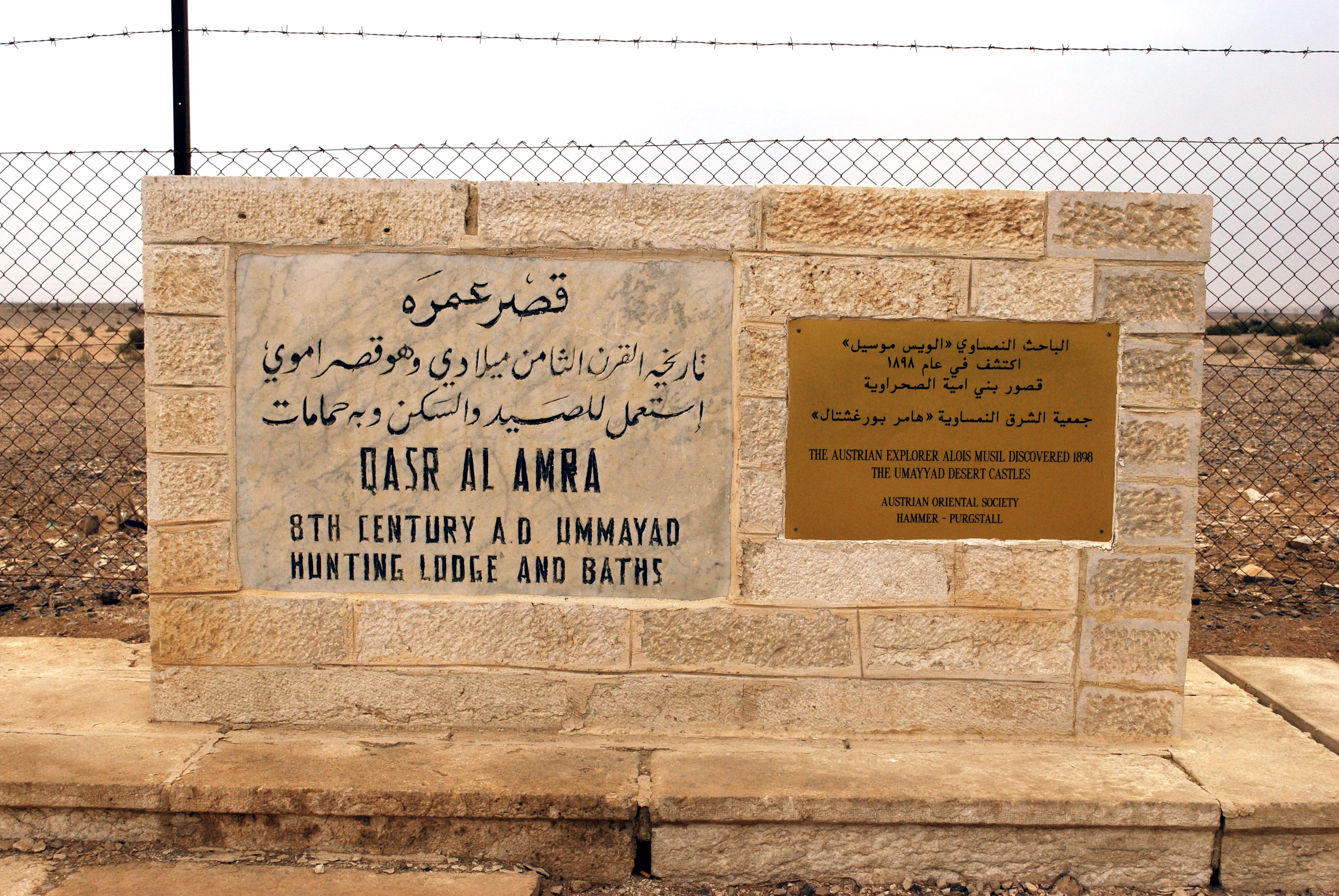
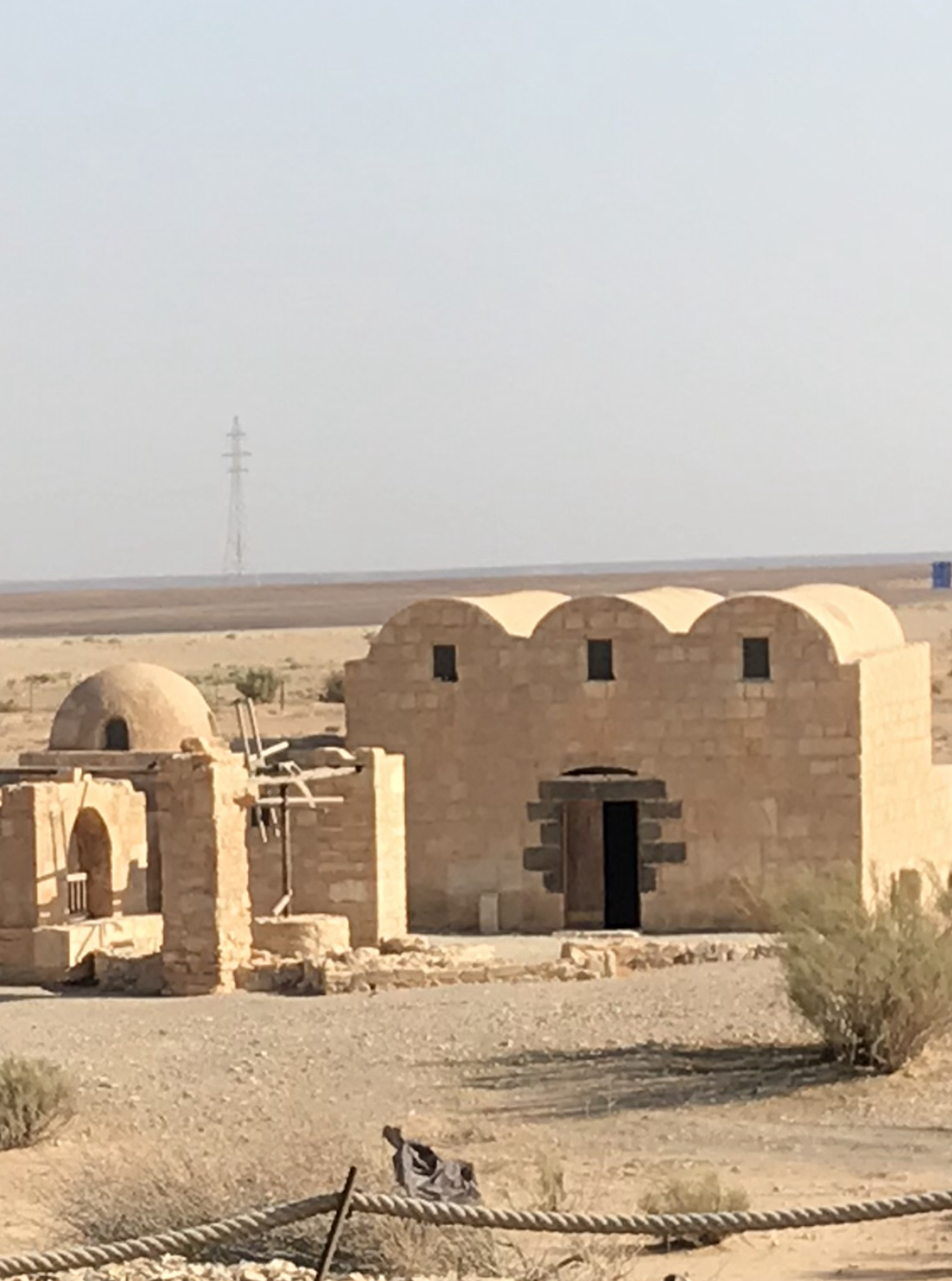
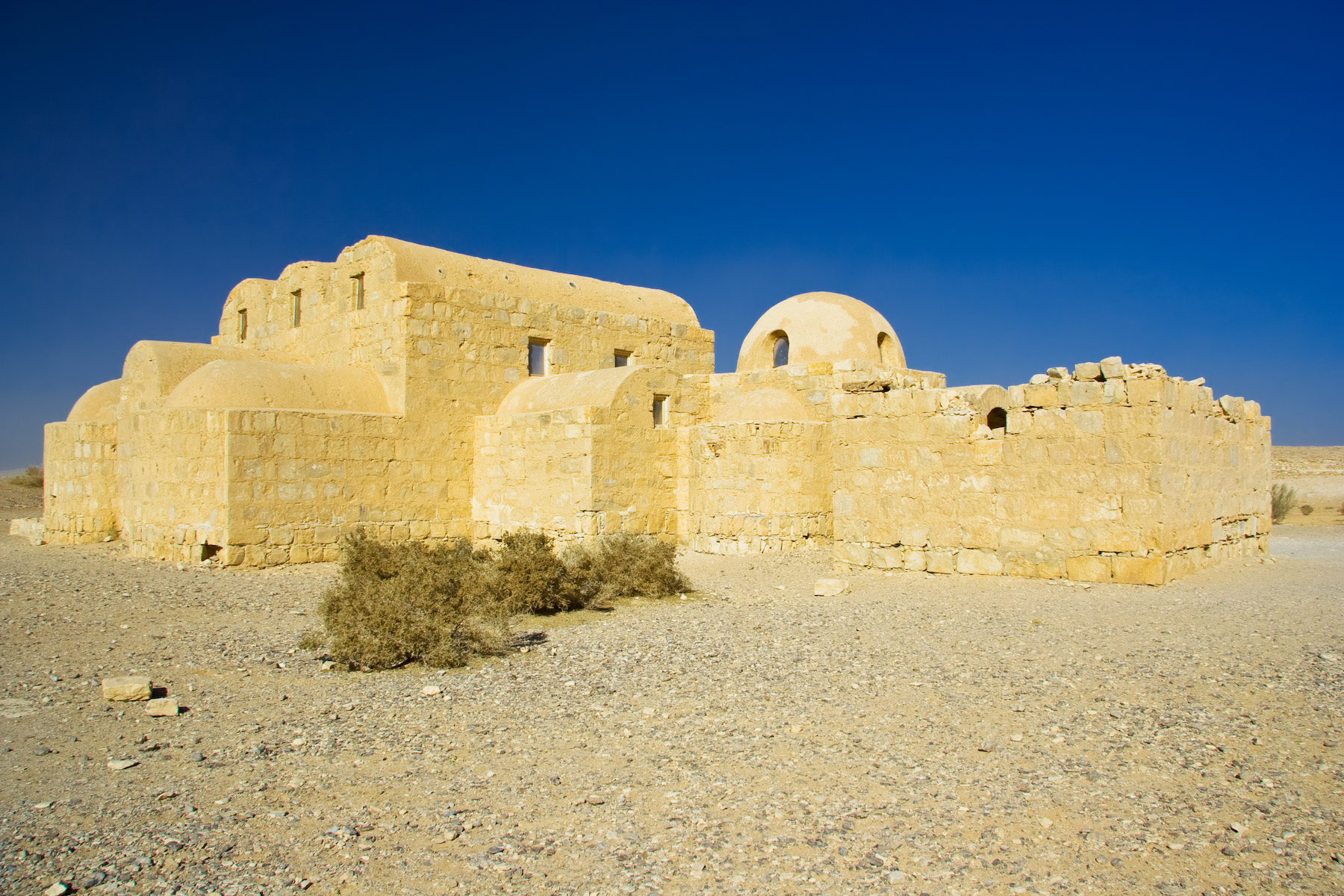
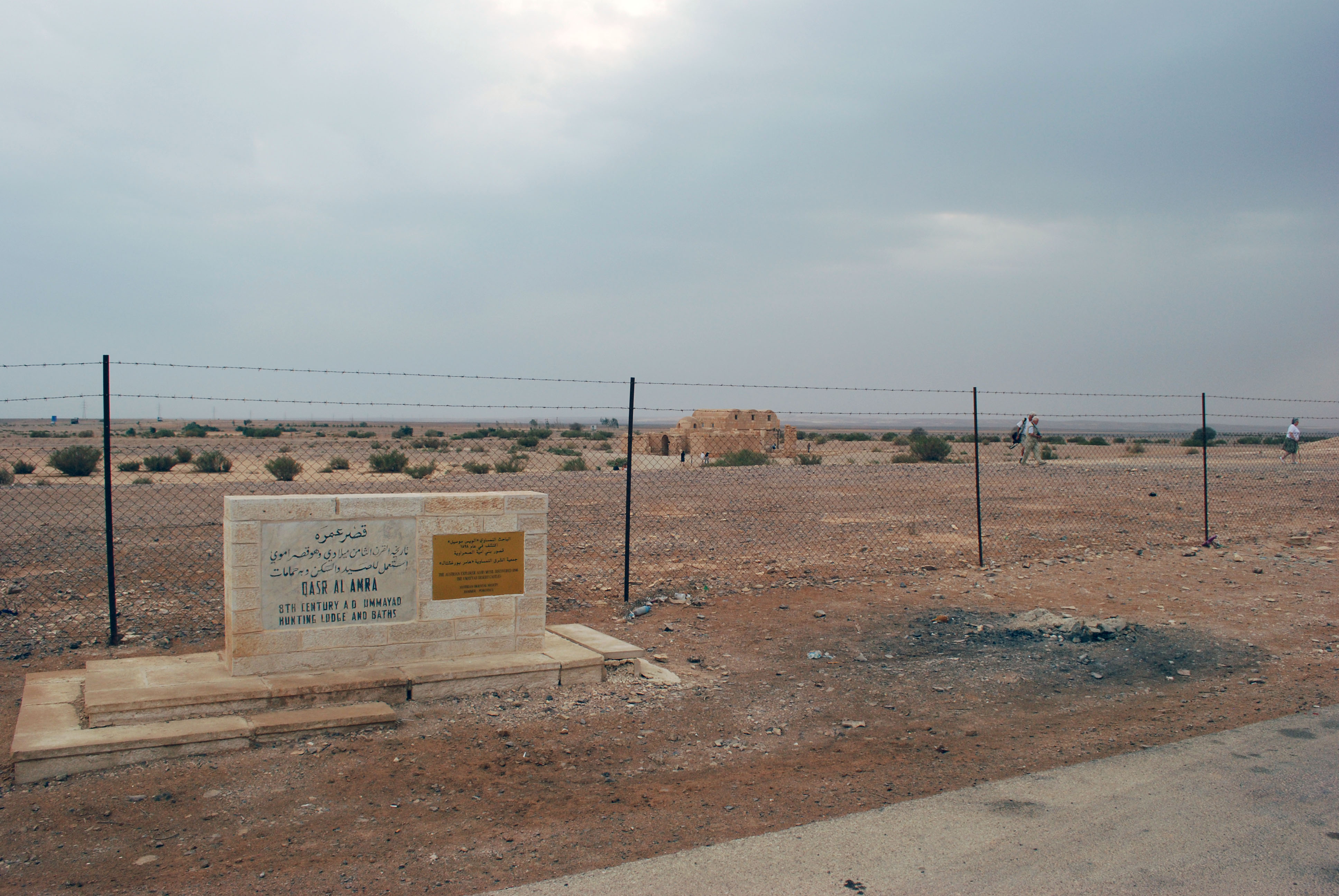
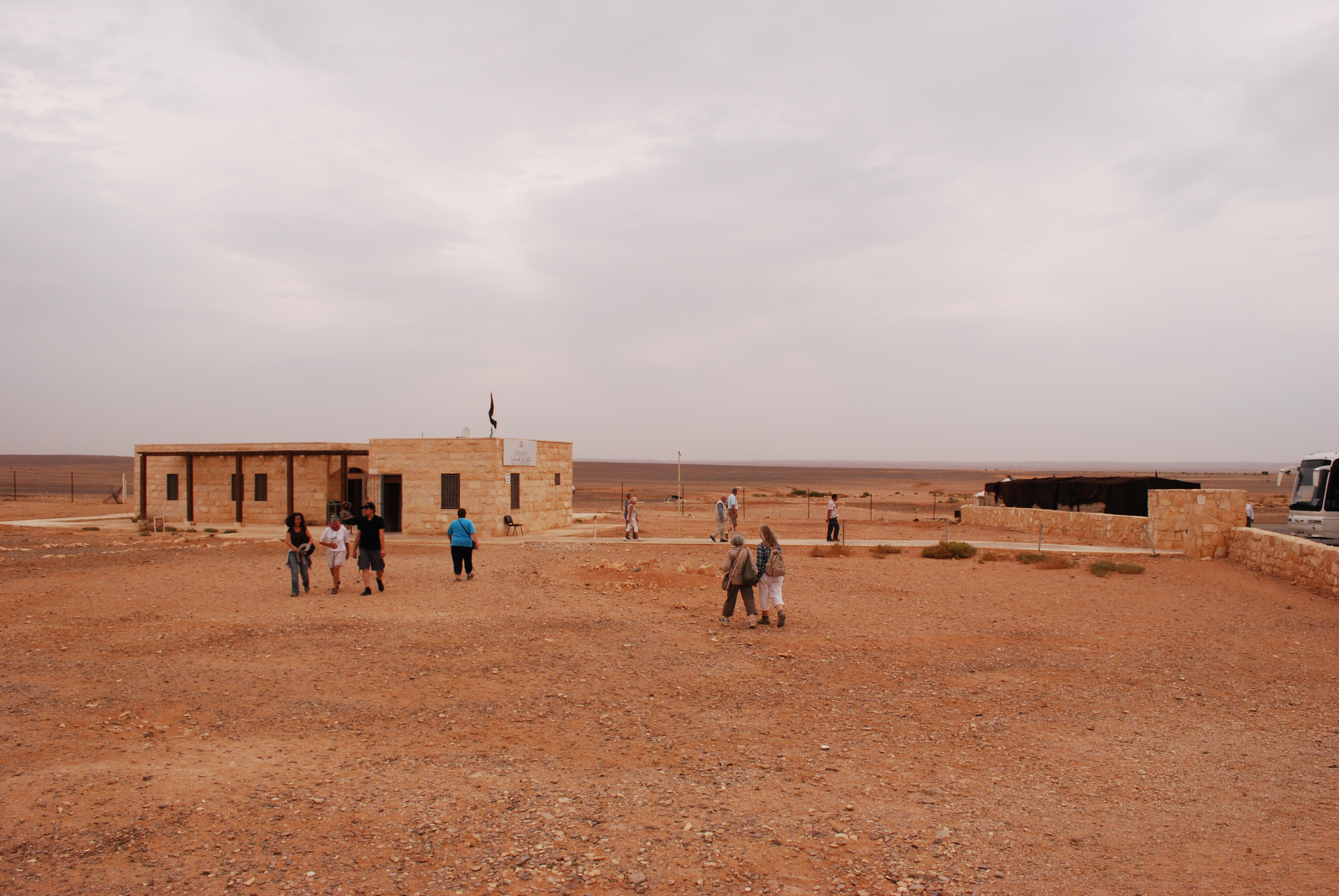
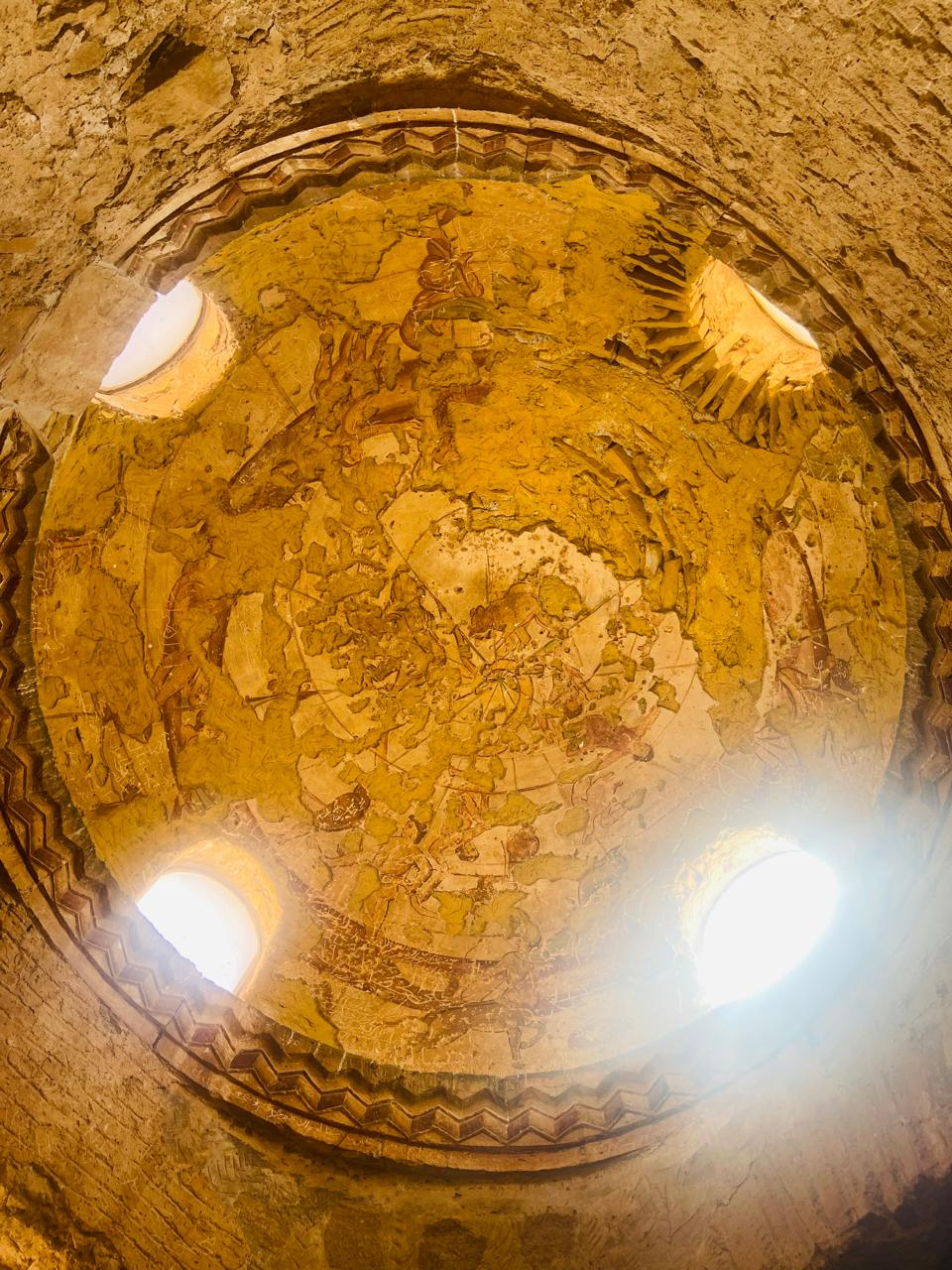
سقف قصر عمرة.
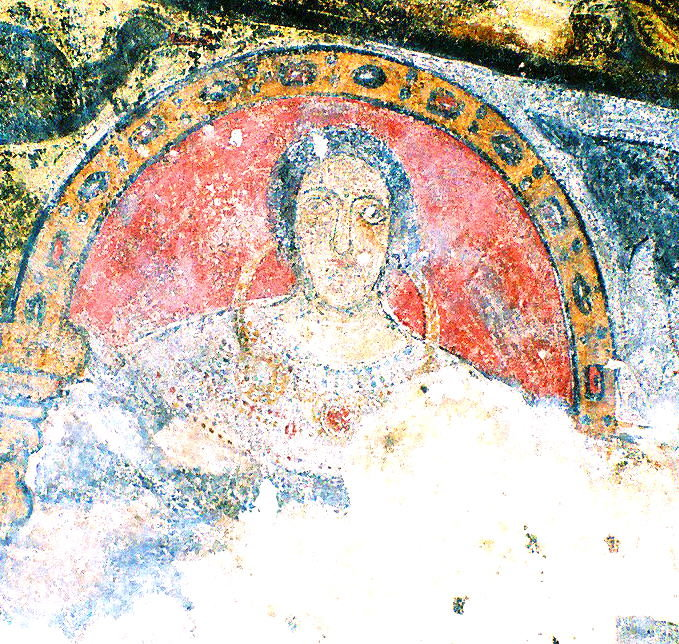
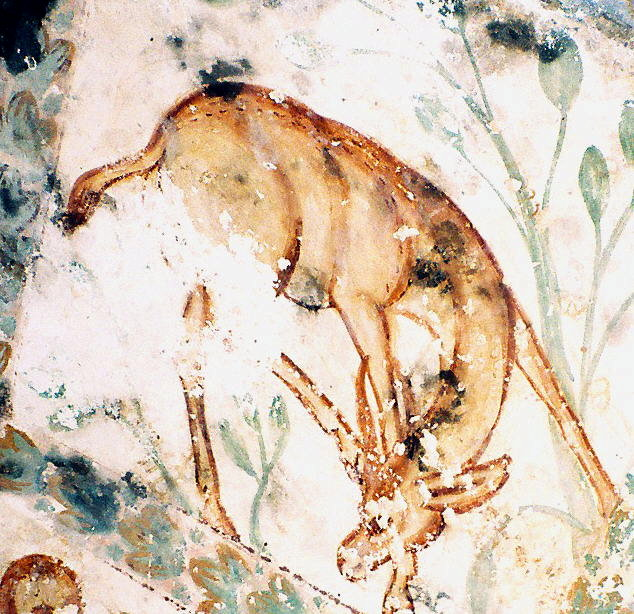
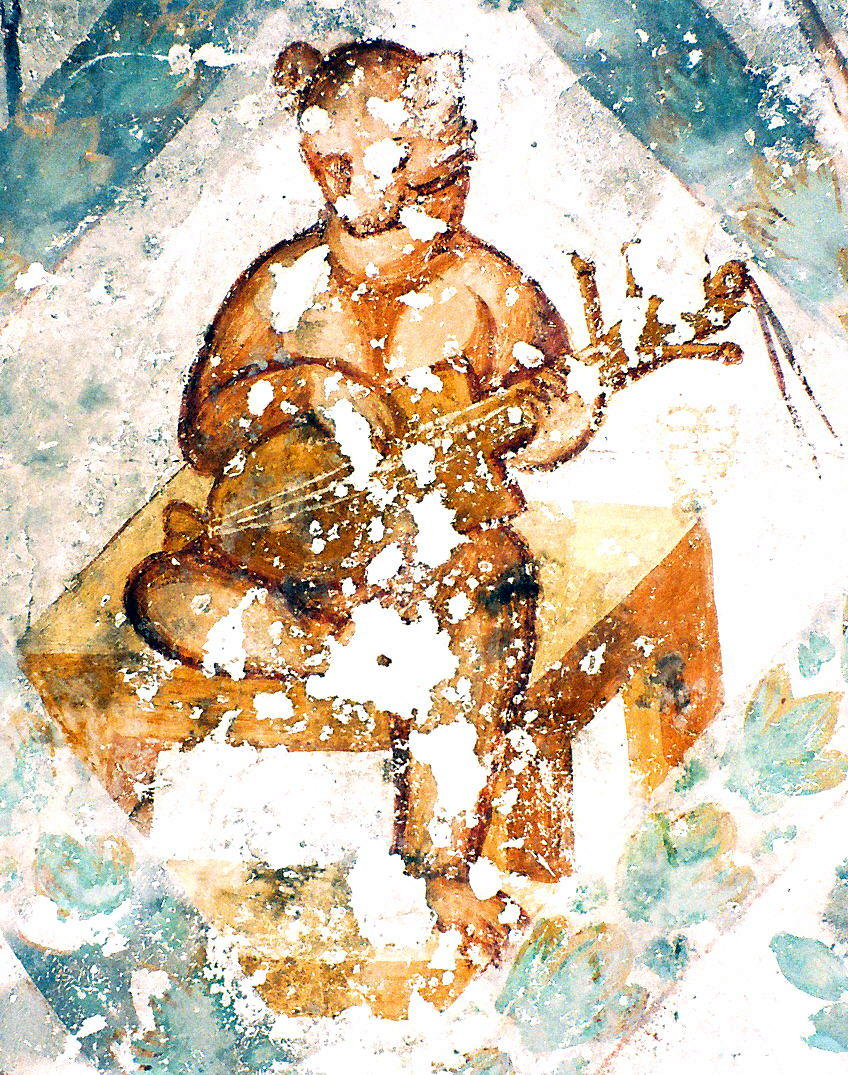
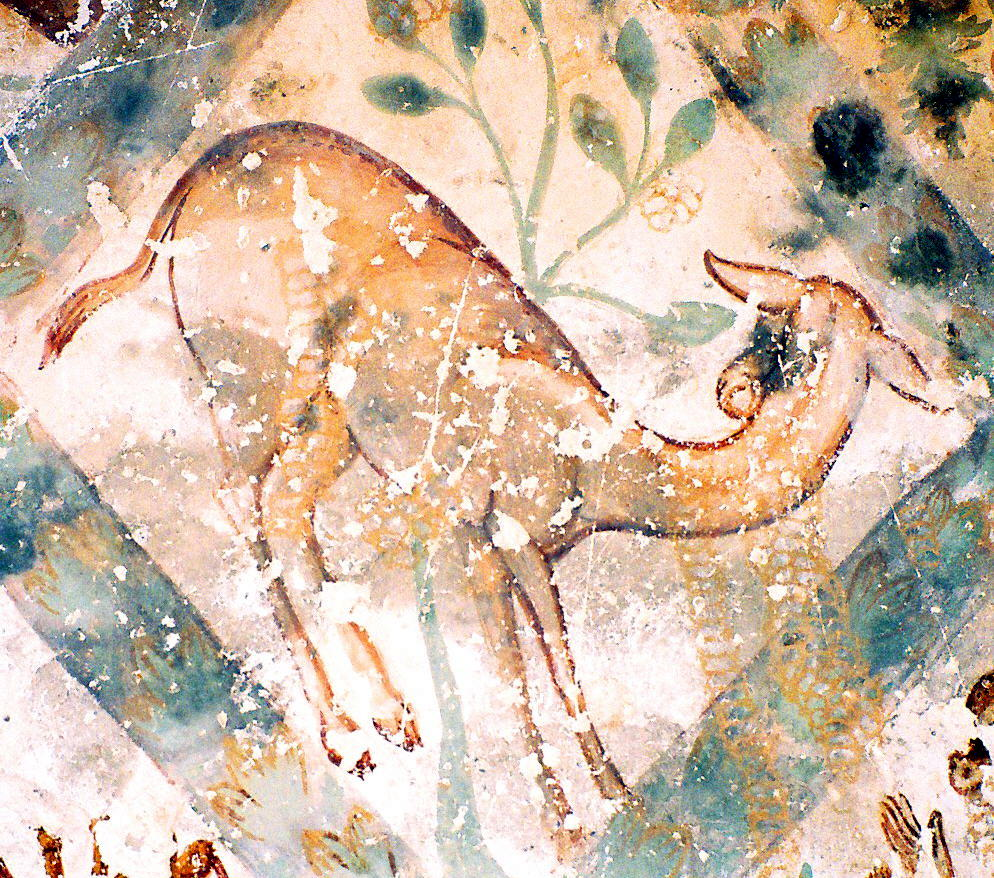
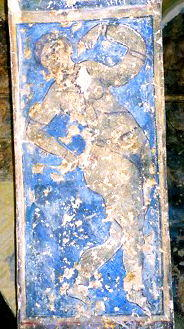
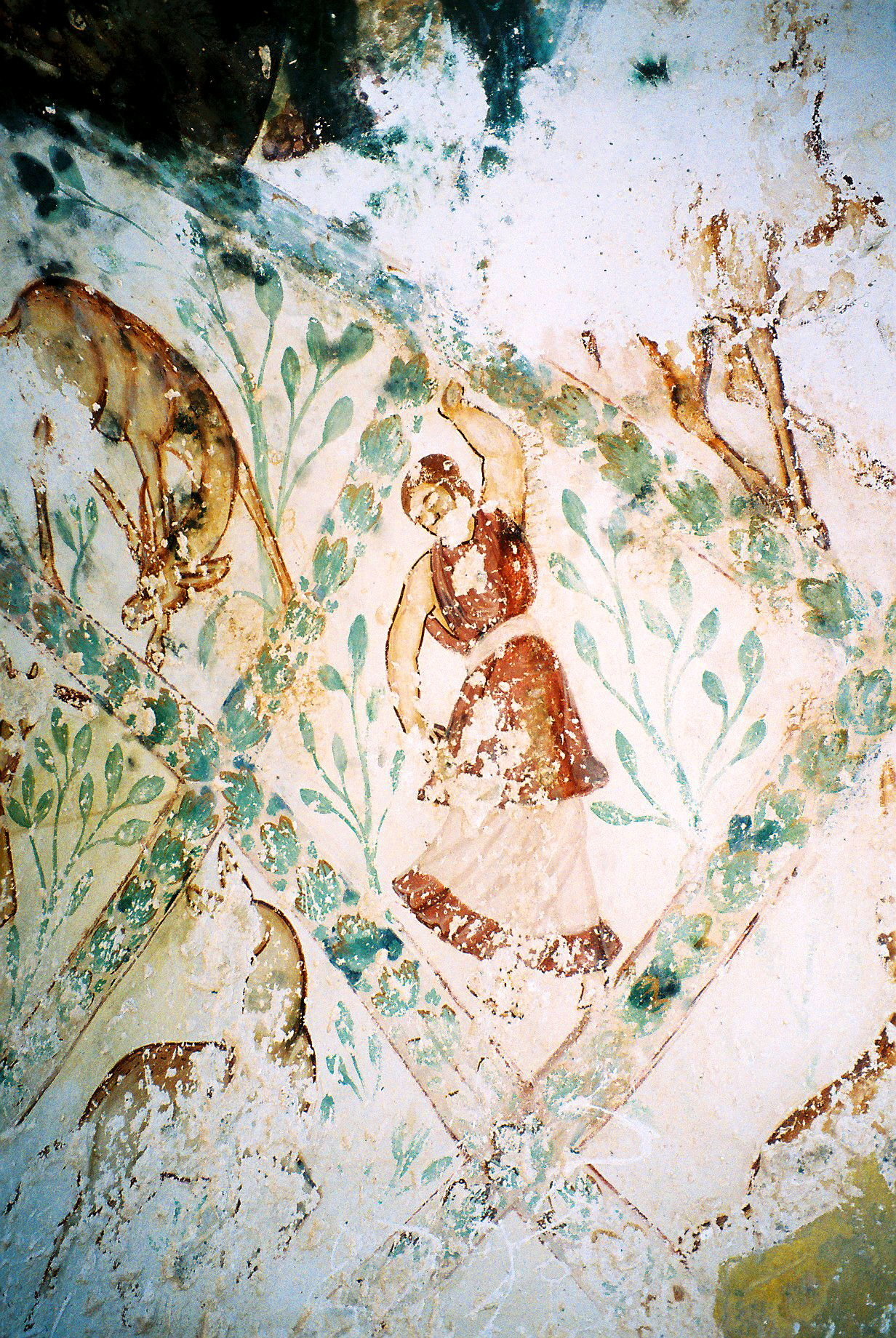
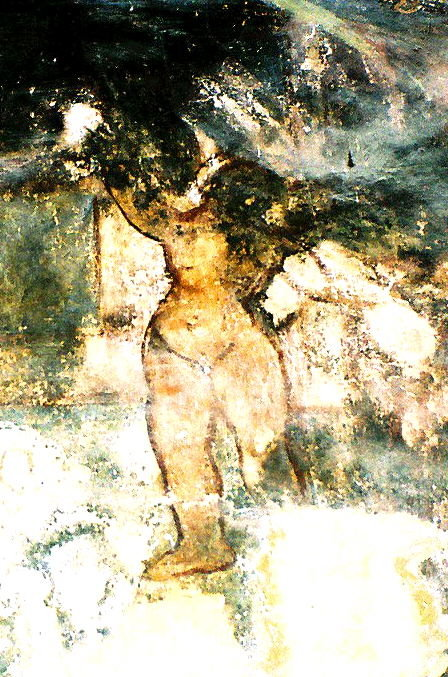
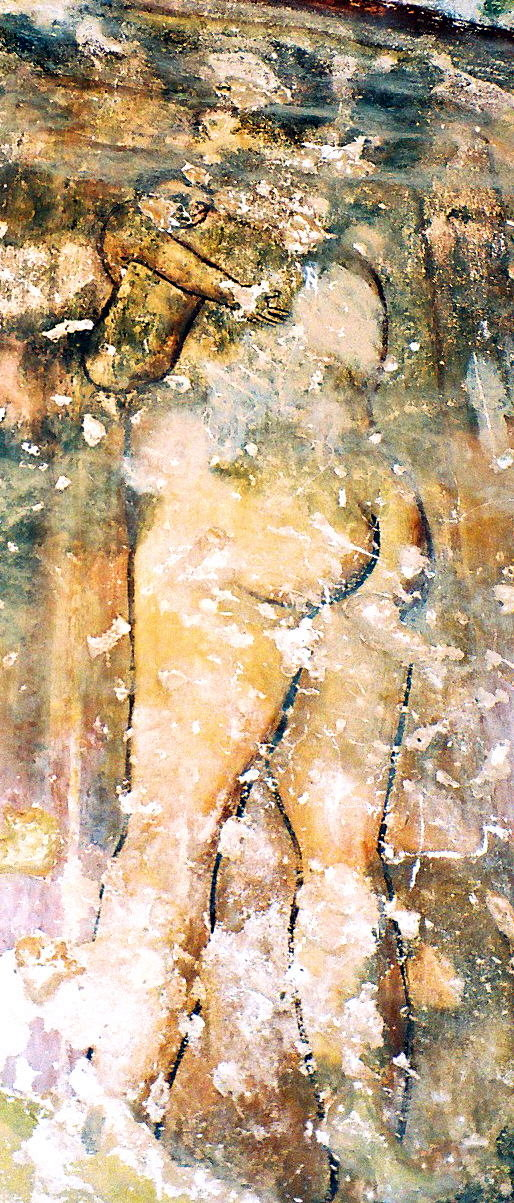
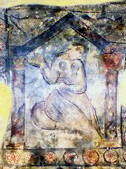